# Заколодний Олександр Володимирович
Заколодний Олександр Володимирович (8 квітня 1987, Харків — 21 січня 2023, Соледар) — український альпініст; солдат Збройних сил України, воїн спецпідрозділу ГУР Kraken, учасник російсько-української війни. Герой України (2023, посмертно). Загинув під час виконання бойового завдання неподалік від міста Соледар разом з другом Григорієм Григор'євим.

## Життєпис
Народився і проживав у місті Харків; там закінчив школу. Здобув вищу освіту в Харківській державній академії фізичної культури. Захоплювався туризмом та альпінізмом.
Працював тренером — харківський скелелазний центр «Вертикаль».
З 2020 року обіймав посаду голови комітету альпінізму Федерації альпінізму і скелелазіння України та віце-президент ФАіСУ.
Учасник трьох експедицій на восьмитисячники:
- Весна 2010 на Макалу (Гімалаї, 8481м), закінчилася сходженням трьох учасників експедиції Сергія Бублика, Володимира Рошко і Дмитро Веніславського 23 травня у одне з небагатьох погодних вікон після двохмісячної командної роботи. Олександр установив намет в останньому проміжному таборі на висоті 7770 метрів, але під час спроби штурму вершини, його напарник почав себе погано почувати, і двійка була змушена спуститися. Олександр Заколодний був наймолодшим (22 роки) учасником експедиції, яка зробила першопрохід частини південно-західної стіни. Маршрут присвіячений пам'яті видатного українського альпініста Владислава Терзиула, який загинув у 2004 році під час спуску з Макалу — його 14-го вісьмітисячника. В експедиціі не використовувалась робота висотних шерп і балони з киснем[5][6].
- Осінь 2010 на Чо-Ойю (Гімалаї, 8201м), експедиції довелося повернути назад через погодні умови[7].
- 2013 на Нанга-Парбат (Каракорум, 8126м), під час якої сталася терористична атака на базовий табір. Троє харківських альпіністів було розстріляно[8]. Олександр у цей час був у наступному таборі на маршруті[9].

На початку повномасштабного вторгнення вивіз родину до Львова, а сам повернувся до рідного міста та допомагав людям евакуюватися. У складі територіальної оборони захищав Харків, після чого приєднався до спеціального підрозділу «Кракен» і вирушив на передову.

## Загибель
Загинув 21 січня 2023 разом з Григорієм Григор'євим під час боїв за місто Соледар . Похований на Алеї Слави у Харкові. Залишилася дружина та четверо дітей .

## Нагороди
- Звання Герой України (2023, посмертно)[1].